# Степени на здравето
Степени на здравето:
- Съвършено здраве – отлично настроение, силен имунитет.
- Здравe – Придружено е с незначителни здравни проблеми, които практически не пречат на жизнеспособността (напр. белези, драскотини, пломби). Подобни проблеми не налагат лечение.
- Нормално състояние – Здрав/а, но присъстват неразвиващи се заболявания, които понякога могат да намалят жизнеспособността и да повишават умората. Например: късогледство и далекогледство, пърхот, плоскостъпие. Препоръчва се по възможност да се лекуват.
- Здрав, но в лошо настроение – Налице е стрес, отслабен имунитет. Препоръчва се по-бързо да се премине към нормално състояние.
- Болен – Съществува леко излечимо заболяване. Няма заплаха за живота. Необходимо е бързо лечение или спиране на развитието на заболяването. Например: ОРЗ (остри респираторни заболявания), хрема, грип, гръбначно изкривяване.
- Хронично заболяване или инвалидност.
- Травма - Временна загуба на някои способности. Възможна е заплаха за здравето. Травма може да бъде едно натъртване, порязване, навяхване, изгаряне, измръзване, шок, загуба на съзнание и др. Необходима е първа медицинска помощ. Почти всеки човек трябва да умее да оказва първа медицинска помощ. Леките травми могат да се излекуват напълно. Тежката травма може да доведе до ампутация (гангрена).
- Заплаха за живота – Например: тежко раняване, температура на тялото от 42 °C, загуба на кръв, спиране на сърдечната дейност или на дишането. Необходима е бърза и експедитивна първа медицинска помощ.
- Клинична смърт - Прекратяване на основните жизнени функции — дишането и/или кръвообращението. Реанимацията е смислена, ако бъде изпълнена до 3-тата минута, защото след този период най-чувствителната на кислороден глад нервна тъкан се уврежда необратимо.
- Биологична смърт.